# Choose Your Tomorrow

Choose Your Tomorrow est le titre d'un film de 1983, montrant trois villes du futur, autrefois présenté à la fin de l'attraction Horizons à Epcot.
Le film est réalisé par David Jones et partiellement tourné dans un hangar vide de l'aéroport de Burbank.